# Berwick (Nova Scotia)
Berwick ist eine Kleinstadt im Kings County in der kanadischen Provinz Nova Scotia mit 2509 Einwohnern (Stand: 2016). 2011 betrug die Einwohnerzahl 2454.

## Geographie
Berwick liegt im Annapolis Valley an der Verbindungsstraße Nova Scotia Highway 101. Die Städte Kentville und Wolfville sind 20 bzw. 30 Kilometer jeweils in östlicher Richtung entfernt. Die Bay of Fundy befindet sich in einer Entfernung von zehn Kilometern im Norden.

## Geschichte

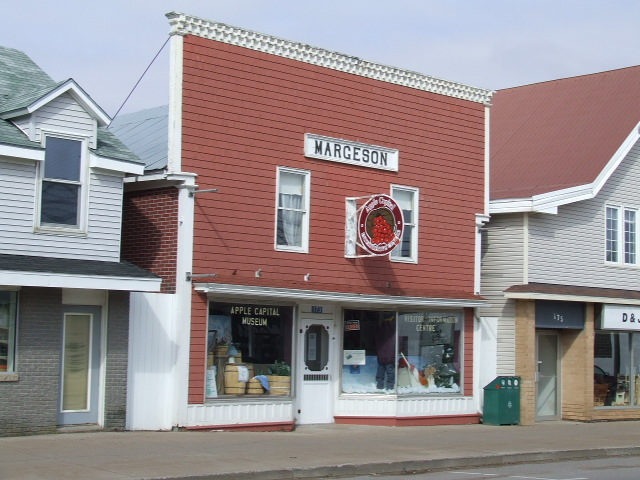
Apple Capital Museum

Im Jahr 1810 ließen sich erste Siedler in der Gegend nieder. Es folgten Loyalisten, deren Nachkommen noch heute im Ort wohnen. In der Anfangszeit hatte der Ort verschiedene Namen, beispielsweise Pleasant Valley, Currey’s Corner und Davison’s Corner. Schließlich wurde er in Anlehnung an die Stadt Berwick im US-Bundesstaat Maine ebenfalls Berwick genannt. Da die Region sehr fruchtbar war, wurde die Landwirtschaft, insbesondere der Betrieb von Gemüse- und Obstplantagen die Hauptlebensgrundlage der Einwohner. Die Anbindung an eine Eisenbahnlinie erleichterte den landesweiten Transport der Güter spürbar, da dazu ursprünglich Postkutschen verwendet wurden. Die offizielle Stadtgründung erfolgte am 25. Mai 1923.
Die Ernte sowie der Handel und die Verarbeitung von Äpfeln ist bis in die Gegenwart der bedeutendste Wirtschaftszweig geblieben und die Stadt bezeichnet sich als Apple Capital of Nova Scotia. In jedem Frühjahr wird ein „Apfelblütenfest“ (Apple Blossom Festival) veranstaltet.
Im Ort befindet sich das Apple Capital Museum, in dem u. a. eine Chronologie der Geschichte der Apfel-Industrie des Annapolis Valley dargelegt ist.

## Persönlichkeiten
- Bryan T. Adey (* 1972), schweizerisch-kanadischer Bauingenieur und Professor